# Южна копривка
Южната копривка (диалектно дива маслинка, кочеджик, на латински: Celtis australis) е листопадно, широколистно дърво, което принадлежи към разред Розоцветни (Rosales), семейство Конопови (Cannabaceae). Среща се в Южна Европа, Северна Африка и Мала Азия.

## Описание
Южната копривка се ползва като декоративно дърво при средиземноморски климат, където може да живее до 600 години. Цени се за дълголетието си и устойчивостта си към замърсяването на въздуха.
Докато се развива, придобива заоблена и разперена форма и може лесно да достигне от 15 до 25 м височина и от 8 до 10 м диаметър в естествената си среда. В по-хладни зони обаче запазва по-малки размери.
Стволът е прав и тънък и достига лесно 1 м. Кората е сивкава, покрита с издатини и е сходна с тази на бука.
Листата са грапави, асиметрични в основата си, овални, назъбени и редуващи се, като имат три жилки, започващи от основата им. Формата им напомня тази на листата на копривата. Дълги са 5-15 см. През цялата година са тъмно зелено-сиви, а преди да паднат през есента избледняват до светложълто.
Плодът е малък (широк 10-12 мм), костилков, тъмнолилав и годен за консумация. Изключително популярен сред птиците и другите диви животни.